# El interés del amor
El interés del amor (en hangul, 사랑의 이해) es una serie de televisión surcoreana dirigida por Jo Young-min y protagonizada por Yoo Yeon-seok, Moon Ga-young, Geum Sae-rok y Jung Ga-ram. Se emitió por el canal jTBC desde el 21 de diciembre de 2022 hasta el 9 de febrero de 2023, los miércoles y jueves a las 22:30 (hora local coreana). También está disponible para algunas zonas del mundo en la plataforma Netflix.

## Sinopsis
La serie es un melodrama que representa una historia de amor realista en la que dos hombres y dos mujeres con diferentes personalidades, antecedentes y perspectivas sobre la emoción del amor se encuentran en un espacio, la sucursal de Yeongpo del KCU Bank.

## Reparto

### Principal
- Yoo Yeon-seok como Ha Sang-soo, empleado de la sucursal de Youngpo del KCU Bank, que desea un estilo de vida normal; sin embargo, se presenta en ella una nueva variable, el amor, que irrumpe en esa tranquilidad.[4][5]
  - Moon Seong-hyun como Sang-soo de adolescente.[6]
- Moon Ga-young como Ahn Soo-young, una cajera contratada con cuatro años de antigüedad en la sucursal de Youngpo del KCU Bank, que ve el amor como un castillo de arena que puede colapsar en un instante, pero se siente emocionada por un hombre que aparece de repente en su vida.[7][8]
- Geum Sae-rok como Park Mi-kyung, la subgerente directa y asertiva del equipo de banca personal de la sucursal de Youngpo del KCU Bank, que creció en una familia adinerada. Sin embargo, entró en el banco gracias a su propio esfuerzo y competencia, e incluso se ganó el título de agente más joven.[9]
- Jung Ga-ram como Jung Jong-hyun, un hombre sincero y diligente que sueña con convertirse en oficial de policía y trabaja como guardia de seguridad en el banco.[10]

### Secundario

#### Sucursal de Youngpo del KCU Bank
- Jung Jae-sung como Yook Si-kyung, director de la sucursal.[11][12]
- Lee Hwa-ryong  como No Tae-pyung, vicedirector de la sucursal.[13]
- Park Hyung-soo como Lee Koo-il, jefe de equipo de asesoría general.[14]
- Lee Si-hoon como Ma Doo-shik, agente de consultoría general, un adulador de sus jefes que se enamora de una cajera.[13]
- Yang Cho-ah como Seo Min-hee, la jefa de equipo de ventanilla de depósitos, es madre de dos hijos.[13]
- Cho In como Bae Eun-jung, cajera de ventanilla.[15]
- Oh Dong-min como Yang Seok-hyun, agente de asuntos generales en la sucursal de Youngpo del KCU Bank, amigo desde la universidad de Sang-soo y Kyung-pil. Deja a su novia porque le pesan las diferencias de clase social, aunque no logra olvidarla.[16][17]
- Moon Tae-yoo como Kyung-pil, subjefe de sección de asuntos generales con tres años en la sucursal, amigo desde la universidad de Sang-soo y Seok-hyun. Es una persona entrometida que guarda un secreto del pasado con respecto a su relación con Mi-kyung.[16]
- Oh So-hyun como Kim Ji-yoon, la empleada más joven de la sucursal.[18]

#### Otros
- Seo Jeong-yeon como Han Jung-im, la madre de Sang-soo.[19]
- Park Mi-hyun como Shim Kyung-sook, la madre de Soo-young.[13]
- Park Yoon-hee como Ahn In-jae, el padre de Soo-young.[13]
- Yoon Yoo-sun como Yoon Mi-sun, la madre de Mi-kyung.[13]
- Park Sung-keun como Park Dae-sung, el padre de Mi-kyung.[13]
- Jo Yoon-su como Cha Sun-jae, una estudiante de secundaria que sueña con convertirse en oficial de policía.[20][21]
- Lee Jung-joon como Ahn Soo-hyuk, el hermano menor de Soo-young.[22]

## Producción
La serie se basa en la novela del mismo título de Lee Hyuk-jin. El guion está escrito por Lee Seo-hyun y Lee Hyun-jeong. El 6 de octubre de 2022 se anunció el reparto protagonista. El 9 de noviembre se publicaron fotos de la primera lectura del guion.

## Audiencia
| Temporada | Temporada | Episodio número | Episodio número | Episodio número | Episodio número | Episodio número | Episodio número | Episodio número | Episodio número | Episodio número | Episodio número | Episodio número | Episodio número | Episodio número | Episodio número | Episodio número | Episodio número | Promedio |
| Temporada | Temporada | 1               | 2               | 3               | 4               | 5               | 6               | 7               | 8               | 9               | 10              | 11              | 12              | 13              | 14              | 15              | 16              | Promedio |
| --------- | --------- | --------------- | --------------- | --------------- | --------------- | --------------- | --------------- | --------------- | --------------- | --------------- | --------------- | --------------- | --------------- | --------------- | --------------- | --------------- | --------------- | -------- |
|           | 1         | 610             | —               | —               | —               | 566             | 617             | —               | —               | 551             | —               | 690             | 663             | 697             | 602             | 706             | 714             | [ a ]    |

| Episodio | Fecha de emisión        | Índices de audiencia (Nielsen Korea) | Índices de audiencia (Nielsen Korea) |
| Episodio | Fecha de emisión        | Nacional                             | Seúl                                 |
| --- | ----------------------- | ------------------------------------ | ------------------------------------ |
| 1 | 21 de diciembre de 2022 | 3,124 %(9.ª)                         | 3,593 %(3.ª)                         |
| 2 | 22 de diciembre de 2022 | 1,898 % (18.ª)                       | —                                    |
| 3 | 28 de diciembre de 2022 | 2,151 % (19.ª)                       | 2,72 % (6.ª)                         |
| 4 | 29 de diciembre de 2022 | 2,457 % (14.ª)                       | 2,668 % (10.ª)                       |
| 5 | 4 de enero de 2023      | 2,777 % (11.ª)                       | 3,033 % (4.ª)                        |
| 6 | 5 de enero de 2023      | 2,972 % (10.ª)                       | 3,326 % (7.ª)                        |
| 7 | 11 de enero de 2023     | 2,427 % (16.ª)                       | —                                    |
| 8 | 12 de enero de 2023     | 2,707 % (15.ª)                       | 3,386 % (7.ª)                        |
| 9 | 18 de enero de 2023     | 2,698 % (13.ª)                       | 2,926 % (6.ª)                        |
| 10 | 19 de enero de 2023     | 2,828 % (15.ª)                       | 3,553 % (6.ª)                        |
| 11 | 25 de enero de 2023     | 3,324 % (9.ª)                        | 3,920 % (2.ª)                        |
| 12 | 26 de enero de 2023     | 3,348 % (9.ª)                        | 4,079 % (5.ª)                        |
| 13 | 1 de febrero de 2023    | 3,536 % (2.ª)                        | 3,926 % (2.ª)                        |
| 14 | 2 de febrero de 2023    | 3,214 % (10.ª)                       | 4,015 % (5.ª)                        |
| 15 | 8 de febrero de 2023    | 3,601 % (2.ª)                        | 4,099 % (1.ª)                        |
| 16 | 9 de febrero de 2023    | 3,595 % (5.ª)                        | 4,414 % (4.ª)                        |
| Promedio | Promedio                | 2.916 %                              | —                                    |
| - En la tabla superior, aparecen en azul los índices más bajos, y en rojo los más altos. - Esta serie se emitió en un canal de cable o televisión de pago, que normalmente tiene una audiencia menor en comparación con las emisoras públicas o de televisión en abierto (KBS, SBS, MBC y EBS). |                         |                                      |                                      |